# Badminton
Die Ballsportart Badminton ist ein Rückschlagspiel, das mit einem Federball und jeweils einem Badmintonschläger pro Person gespielt wird. Dabei versuchen die Spieler, den Ball so über ein Netz zu schlagen, dass die Gegenseite ihn nicht den Regeln entsprechend zurückschlagen kann. Es kann sowohl von zwei Spielern als Einzel, als auch von vier Spielern als Doppel oder Mixed gespielt werden. Es wird in der Halle ausgetragen und erfordert wegen der Schnelligkeit und der großen Laufintensität eine hohe körperliche Fitness. Weltweit wird Badminton von über 14 Millionen Spielern in mehr als 160 Nationen wettkampfmäßig betrieben.
Im Unterschied zum Freizeitspiel Federball, bei dem der Spielspaß mit möglichst langen Ballwechseln und ohne Spielfeld oder Netz im Vordergrund steht, ist Badminton ein Wettkampfsport mit festen Regeln und dem Ziel zu siegen.

Gemischtes Doppel zwischen Fuchs/Michels und Ahmad/Natsir im Viertelfinale der Olympischen Spiele 2012

## Allgemeines
Badminton ist ein Rückschlagspiel für zwei Spieler (Einzel) oder vier Spieler (Doppel).
Es hat gewisse Ähnlichkeit mit Tennis, unterscheidet sich davon jedoch in grundlegenden spieltechnischen und taktischen Aspekten. Das Badmintonspielfeld ist, verglichen mit dem Tennisspielfeld, deutlich kleiner. Ein Badmintonschläger ist wesentlich leichter als ein Tennisschläger. Der Spielball (Federball) darf den Boden nicht berühren. Er ist mit einem Feder- oder Plastikkranz bestückt, wodurch er seine besonderen Flugeigenschaften erhält.
Badminton stellt hohe Ansprüche an Reflexe, Grundschnelligkeit und Kondition und erfordert weiterhin für ein gutes Spiel Konzentrationsfähigkeit und taktisches Geschick. Lange Ballwechsel und eine Spieldauer ohne echte Pausen fordern eine gut entwickelte Ausdauer. Die Tatsache, dass durch den leichten Schläger Änderungen in der Schlagrichtung ohne deutliche Ausholbewegungen zu erreichen sind, macht Badminton zu einem extrem raffinierten und täuschungsreichen Spiel. Dem schnellen Angriffsspiel ist nur durch gute Reflexe und sehr bewegliche Laufarbeit zu begegnen. Der Wechsel zwischen hart geschlagenen Angriffsbällen, angetäuschten Finten sowie präzisem, gefühlvollem Spiel am Netz ist es, was die Faszination von Badminton ausmacht.
Gezählt wird nach Punkten und nach Sätzen. Seit 2006 wird nach der sogenannten Rally-Point-Methode gezählt. Dabei wird auf zwei Gewinnsätze bis auf 21 Punkte gespielt und jede Partei erzielt, unabhängig vom Aufschlagsrecht, bei einem Fehler des Gegners einen Punkt. In den Jahren davor wurden zwei Gewinnsätze bis 15 Punkte gespielt (Ausnahme ist das Dameneinzel – bis 11 Punkte), wobei nur die aufschlagende Partei punkten konnte.
Als Fehler gilt es unter anderem, wenn der Ball das Netz nicht überfliegt oder Boden/Wand/Hallendecke (oder Gegenstände die darunter hängen) berührt, wobei eine Deckenberührung je nach Hallenhöhe immer oder nur beim Aufschlag eine Wiederholung nach sich ziehen kann. Auch eine Berührung des Balls durch den Spieler oder dessen Kleidung zählt als Fehler. Außerdem wird auch das Berühren des Netzes mit Körper oder Schläger als Fehler gewertet. Im Gegensatz zu den meisten anderen Rückschlagspielen wird beim Badminton auch dann weitergespielt, wenn der Ball beim Aufschlag das Netz berührt, solange er danach seinen Weg weiter in das Aufschlagfeld des Gegners fortsetzt.

## Geschichte

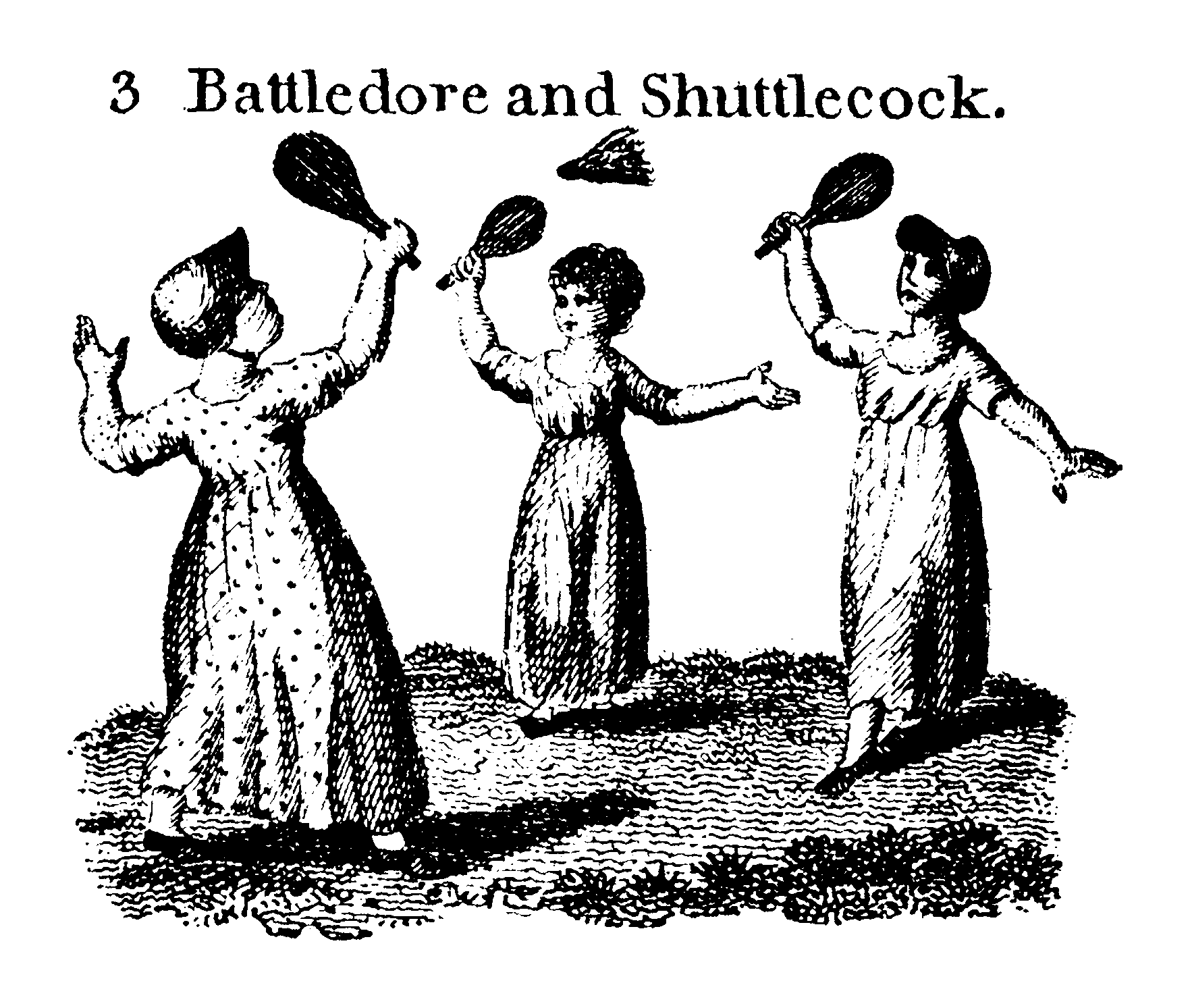
Illustration aus einer britischen Zeitschrift von 1804

Bereits lange vor der Entstehung des Namens Badminton gab es Rückschlagspiele, die dem heutigen Federball ähnelten. In Indien gefundene Höhlenzeichnungen belegen, dass dort bereits vor 2000 Jahren mit abgeflachten Hölzern kleine, mit Hühnerfedern gespickte Holzbälle geschlagen wurden. Auch bei den Inkas und den Azteken waren Rückschlagspiele mit gefiederten Bällen bekannt. In Europa zur Zeit des Barock entwickelte sich ein unter dem Namen Battledore and Shuttlecock oder Jeu de Volant bekanntes Federballspiel zu einer der beliebtesten Freizeitbeschäftigungen des höfischen Adels. Ziel bei dieser Variante des Federballspiels war es, dass zwei Spieler sich mit einfachen Schlägern einen Federball so oft wie möglich zuspielen, ohne dass dieser den Boden berührt. Ein urkundlich erwähnter Rekord aus dem Jahre 1830 beläuft sich auf 2117 Schläge für einen Ballwechsel zwischen Mitgliedern der Somerset-Familie.
Das heutige Spiel verdankt seinen Namen dem englischen Landsitz des Duke of Beaufort aus der Grafschaft Gloucestershire. Auf diesem Landsitz mit dem Namen Badminton House wurde 1872 das von dem britischen Kolonialoffizier aus Indien mitgebrachte und als Poona bezeichnete Spiel vorgestellt. 1893 wurde in England der erste Badmintonverband gegründet, und schon 1899 fanden die ersten All England Championships statt, die heutzutage unter Badmintonanhängern den gleichen Stellenwert haben wie das Turnier von Wimbledon für die Tennisfreunde.
Der neue Sport erfreute sich großer Beliebtheit. Schwierigkeiten bereitete es nur, geeignete Sportstätten zu finden. Es musste oft an ungewöhnlichen Orten gespielt werden, denn die einzigen uneingeschränkt geeigneten Räumlichkeiten zu dieser Zeit waren Kirchen. Das hohe Mittelschiff einer Kirche bot dem Federball freie Flugbahn, und die Kirchenbänke dienten den Zuschauern als Logenplätze. Mitte der 1920er Jahre breitete sich der organisierte Badmintonsport vermehrt auch in Nordeuropa, Frankreich, Australien und Nordamerika aus, so dass bereits im Juli 1934 die International Badminton Federation (IBF), der Weltdachverband (heute BWF), gegründet werden konnte.

### Entwicklung in Deutschland
In Deutschland wurde im Jahr 1902 der erste Badminton-Sportverein auf dem europäischen Festland gegründet – der Bad Homburger Badminton-Club. Fehlende Schläger und Federbälle verhinderten jedoch die weitere Ausbreitung der Sportart im Land, und auch der Homburger Verein löste sich wieder auf. Erst zu Beginn der 1950er Jahre erfuhr Badminton einen neuen Popularitätsschub in Deutschland.
Die ersten deutschen Meisterschaften fanden am 17. und 18. Januar 1953 in Wiesbaden statt. Am selben Wochenende wurde der Deutsche Badminton-Verband (DBV) aus der Taufe gehoben, der noch im gleichen Jahr in die IBF eintrat. Erster Präsident des DBV war der Industrielle Hans Riegel aus Bonn (HARIBO). Er ließ im selben Jahr mit dem Haribo-Center direkt auf dem Betriebsgelände in Bonn-Kessenich die erste reine Badmintonhalle Deutschlands errichten. Im Mai des darauf folgenden Jahres wurde der DBV als 26. Fachverband in den Deutschen Sportbund (DSB) aufgenommen, und 1967 gehörte er zu den Gründungsmitgliedern der European Badminton Union (EBU). 1958 entstand auch in der damaligen DDR ein Federballverband, dessen Landesverbände 1990 in den DBV eingegliedert wurden. Das bedeutendste Turnier des DBV sind die seit 1955 ausgetragenen Internationalen Deutschen Meisterschaften, die German Open.
Während in den 1960er Jahren eine gewisse Stagnation der Mitgliederzahlen zu beobachten war, erfolgte in den 1970er Jahren im Zuge der Erstellung zahlreicher neuer Sporthallen ein wahrer Badminton-Boom. Dieser Aufschwung mit teilweiser Verdreifachung von Mitgliederzahlen in Verbänden und Vereinen hielt bis Ende der 1980er Jahre an, als viele Tennishallen zu Badminton-Zentren umgebaut wurden. In den 1990er Jahren wurde erneut eine leichte Stagnation spürbar, und seit der Jahrtausendwende sind die Mitgliederzahlen im DBV sogar leicht rückläufig, trotz der Integration von Badminton in den Schulsport.
Dem Deutschen Badminton-Verband gehören derzeit 16 Landesverbände mit etwa 217.000 Mitgliedern in 2.700 Vereinen an. Darüber hinaus gibt es etwa 4,5 Millionen Freizeitspieler ohne Vereinszugehörigkeit, die Badminton mehr oder weniger regelmäßig in einem der vielen Zentren betreiben.

### Badminton international
Große Popularität genießt Badminton in seinen europäischen und asiatischen Hochburgen England, Dänemark, China, Japan, Indonesien, Malaysia, Singapur, Thailand, Indien und Korea. In diesen Ländern haben große Badminton-Veranstaltungen ähnlichen Stellenwert wie in Deutschland Fußball oder Leichtathletik. In den Siegerlisten der bedeutenden internationalen Turniere findet man deshalb hauptsächlich dänische oder asiatische Namen. 1934 wurde die International Badminton Federation (IBF) als Dachorganisation gegründet. Der Name des Verbandes wurde 2006 in Badminton World Federation (BWF) geändert. Derzeit sind 156 Nationen, darunter auch Deutschland, mit insgesamt über 14 Millionen Spielern Mitglied in der BWF.
Seit 1977 finden Weltmeisterschaften statt, seit 1983 alle zwei Jahre. Im Jahr 2006 wurde zu einem jährlichen Rhythmus übergegangen. Mit dem Davis-Cup im Tennis vergleichbar sind die Mannschaftsweltmeisterschaften im Badminton: seit 1949 der Thomas Cup für Herren-Nationalteams sowie seit 1957 der Uber Cup für Damen-Nationalteams. Im Jahr 1989 wurde der Sudirman Cup ins Leben gerufen, die offizielle Nationalmannschafts-Weltmeisterschaft für gemischte Teams (Damen und Herren). Das Turnier findet in einem zweijährigen Rhythmus statt und war ursprünglich an die Individual-WM gekoppelt. Seit 2003 wird der Sudirman Cup als eigenständige Veranstaltung ausgetragen.
Die damalige IBF führte 1983 den Grand Prix Circuit ein. Hier wurden die internationalen Meisterschaften der verschiedenen Länder zusammengefasst. Von 1983 bis 1999 wurde das Jahr stets mit dem Grand Prix Final abgeschlossen, ein Turnier, bei dem die besten Spieler des Jahres gegeneinander antraten. Nach der Asienkrise Ende der 1990er Jahre fand das Turnier nicht mehr statt. Im Jahre 2007 führte die BWF die BWF Super Series ein, die den Grand Prix nach 23 Jahren ablöste. Zur Super Series gehören zwölf Turniere, bei denen die Turnierveranstalter ein Mindestpreisgeld von 200.000 US-Dollar aufbringen müssen. Acht Turniere finden in Asien und vier in Europa (England, Schweiz, Dänemark und Frankreich) statt. Die seit 1955 ausgetragenen Internationalen Deutschen Meisterschaften – German Open – gehören nicht mehr dazu. Sie sind derzeit mit einem Preisgeld von 120.000 US-Dollar dotiert.
Seit 2018 heißt die höchste internationale Turnierserie BWF World Tour und folgt der BWF Super Series nach. Die vier wichtigsten Turniere werden als sogenannte BWF World Tour Super 1000 veranstaltet und setzen sich aktuell aus den All England Open Badminton Championships, den China Open, den Malaysia Open und den Indonesia Open zusammen. Darunter gibt es Abstufungen mit den Zahlen 750, 500 und 300. Die in Deutschland veranstalteten Turniere German Open und Hylo Open zählen zur letztgenannten Kategorie.

### Olympische Spiele und Special Olympics Wettbewerbe
Bereits 1972 bei den Olympischen Sommerspielen in München war Badminton als so genannte Demonstrationssportart vertreten, wurde jedoch erst 1985 vom IOC für 1992 ins olympische Programm aufgenommen. 1988 in Seoul konnte Badminton als Vorführsportart der künftigen olympischen Disziplin mit ausverkauften Wettkämpfen noch einmal punkten, ehe es 1992 in Barcelona mit vier Wettbewerben regulär im Programm der Spiele vertreten war. 1996 wurden dann alle fünf Disziplinen, inklusive des gemischten Doppels, bei den Spielen von Atlanta ausgetragen.
Badminton (Special Olympics) beruht auf den Regeln von Badminton und wird in Wettbewerben und Trainingseinheiten der Organisation Special Olympics weltweit für geistig und mehrfach behinderte Menschen angeboten. Badminton ist seit 1995 bei Special Olympics World Games vertreten.

## Das Spiel

### Spielfeld

Badmintonfeld mit Beschriftungen und Abmessungen

In der Regel wird Badminton in der Halle gespielt, da schon leichte Luftbewegungen die Flugbahn des Balles stark beeinflussen können. Die Halle muss dabei eine Mindesthöhe von 5 m aufweisen. Üblicherweise gilt es als Fehler, wenn der Ball während des Spiels die Decke berührt, jedoch wird bei Deckenberührung beim Aufschlag oder bei Berühren von herunterhängenden Teilen (z. B. der Deckenkonstruktion) auf Wiederholung entschieden. Erst ab 9 m Deckenhöhe ist eine Halle uneingeschränkt bespielbar und damit jede Deckenberührung ein Fehler.
Das (auch als Court bezeichnete) Spielfeld ist einem Tennisplatz sehr ähnlich, ist allerdings mit 13,40 m Länge und 6,10 m Breite deutlich kleiner. Das Netz ist nach den Regeln so zu spannen, dass die Netzhöhe an den Pfosten 1,55 m und in der Netzmitte 1,524 m beträgt. Die Linien sind 4 cm breit und Teil des Spielfeldes, das sie begrenzen. Die Distanz vom Netz zur vorderen Aufschlaglinie beträgt 1,98 m.
EinzelIm Einzel stellt die innere Begrenzungslinie die seitliche Feldbegrenzung dar, das Spielfeld ist somit nur 5,18 m breit. Der Aufschlag darf von der vorderen Aufschlaglinie bis zur hinteren Grundlinie ausgeführt werden.
DoppelBeim Doppel ist das komplette Feld zu bespielen, der Aufschlag muss allerdings zwischen vordere und hintere Aufschlaglinie geschlagen werden.

### Schläger

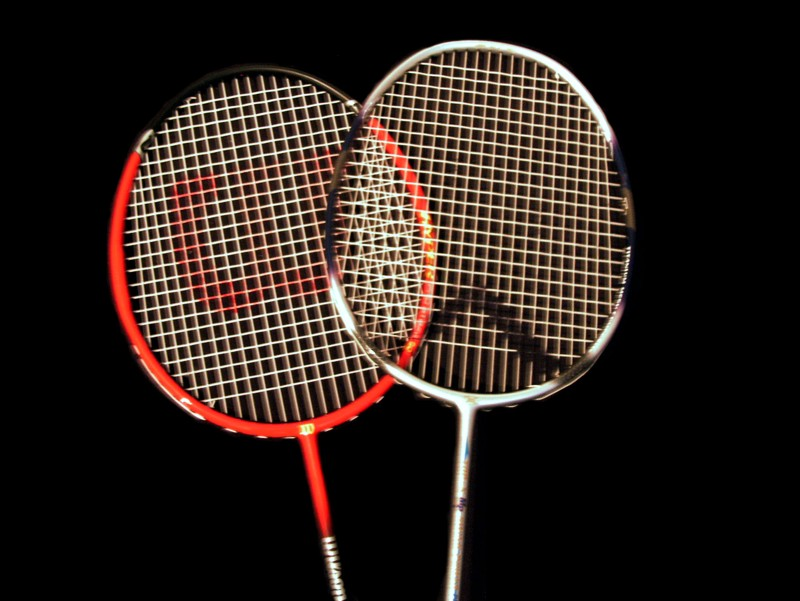
Schlägerköpfe zweier Badmintonschläger

Die Form des Badmintonschlägers ist mit der eines Tennisschlägers vergleichbar. Er ist jedoch etwas kleiner, deutlich leichter als die Tennisvariante und dünner besaitet. In der einfachsten Ausführung mit Stahlschaft und Stahlkopf wiegt ein Badmintonschläger etwa 120 Gramm. Gehobenere Modelle bestehen aus einem Stück (Carbon) und wiegen nur noch 70 bis 80 Gramm.
Je steifer der Rahmen, desto präziser lässt sich damit spielen. Dabei ist aber eine gute Schlagtechnik erforderlich, da bei ungenauem Treffen des Balles Vibrationen entstehen, die durch den steifen Rahmen durchgeleitet werden und unter Umständen zum sogenannten Tennisarm führen können. Je flexibler der Rahmen, desto ungenauer ist der harte Schlag, aber desto armschonender ist der Schläger bei normalem Spiel.
Zur Bespannung bieten die Hersteller unterschiedliche Varianten an Saiten an. Im Anfängerbereich werden Schläger hauptsächlich mit einfachen, aber günstigen Kunststoffsaiten bespannt. Fortgeschrittene und Profis verwenden eher die teureren Naturdarmsaiten oder mehrfach geflochtene Kunststoffsaiten, die bessere Ballkontrolle und längere Haltbarkeit bieten. Je nach Spielertyp können Badmintonschläger unterschiedlich hart bespannt werden (Zugbelastung ca. 70 – 130 N, entspr. der Gewichtskraft von 7 – 13 kg). Im Unterschied zum Tennisschläger werden bei einem Badmintonschläger die Quersaiten meist um 0,5 – 1 kg härter bespannt als die Längssaiten. Je nach Bespannung verändern sich die Schlageigenschaften eines Schlägers. Mithilfe einer härteren Bespannung können Schläge präziser ausgeführt werden. Dies setzt jedoch einiges mehr an spielerischen Fertigkeiten voraus und ist deshalb nur für erfahrene Spieler geeignet. Eine weichere Bespannung ermöglicht unter vergleichsweise geringerem Kraftaufwand eine stärkere Ballbeschleunigung aufgrund der weiter nachgebenden Bespannung.
Zur Verbesserung des Griffs wird in der Regel ein zusätzliches Griffband eingesetzt. Man setzt es ein, um eine bessere Schlägerkontrolle, bessere Dämpfung oder auch verbesserte Rutschfestigkeit beim Griff zu erreichen.

### Spielball

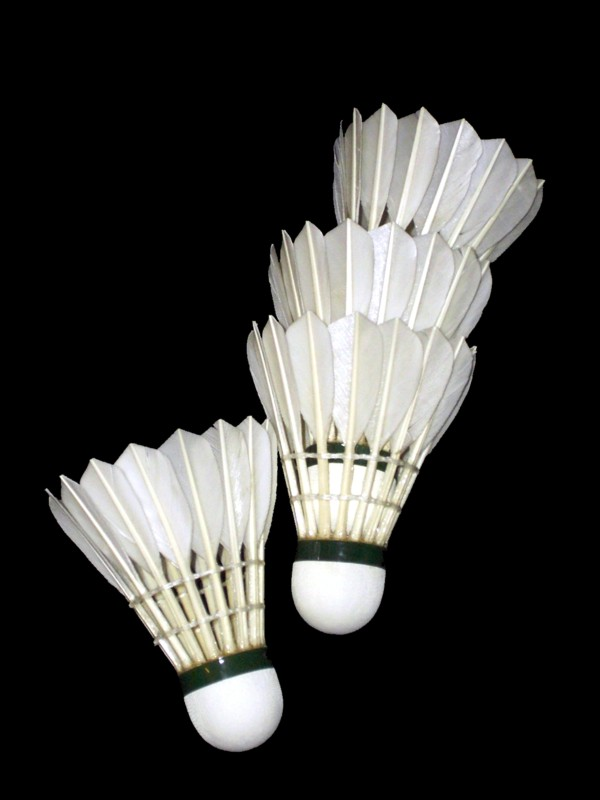
Naturfederbälle

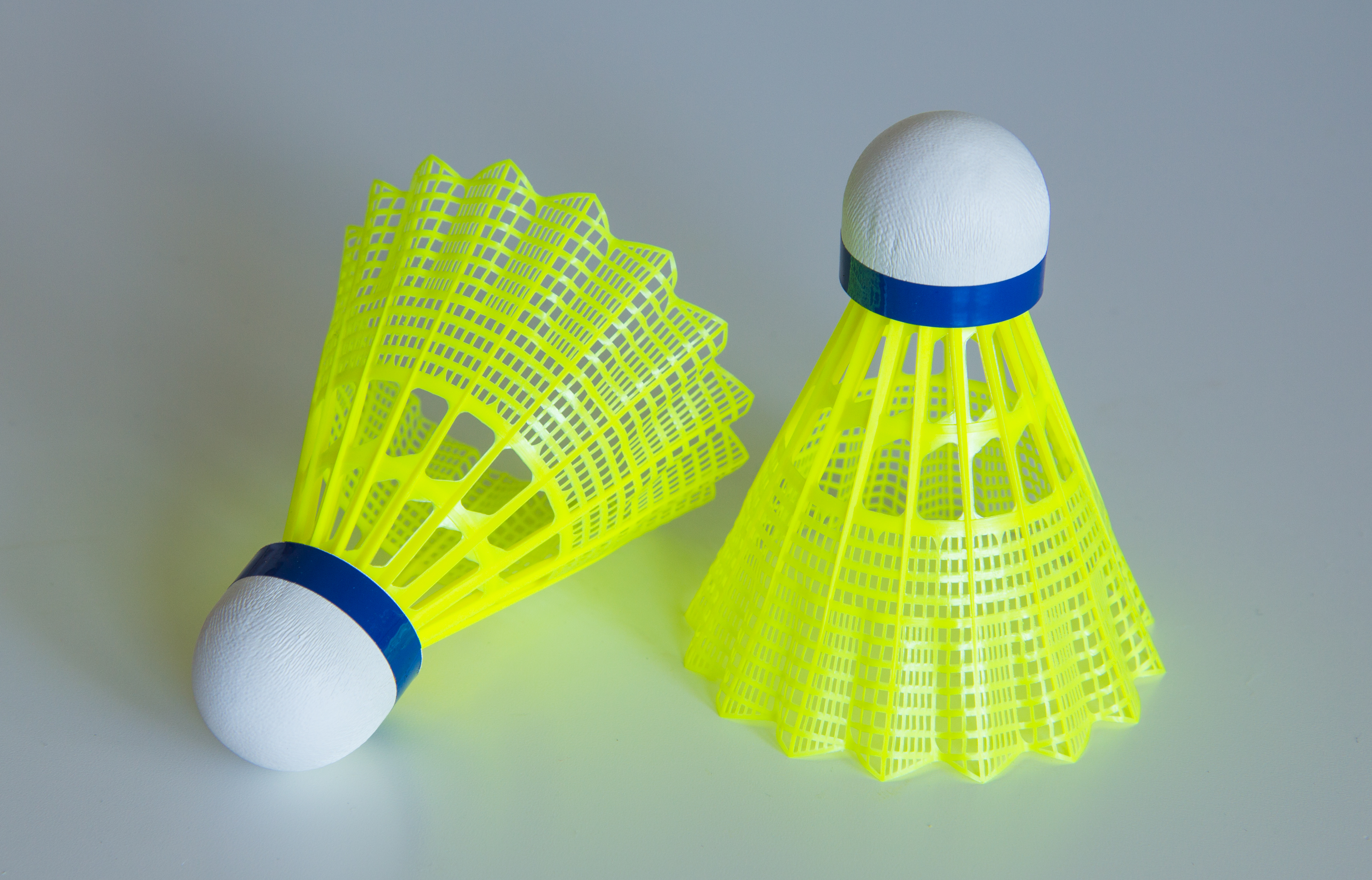
Kunststofffederbälle

Bei Wettkämpfen wird in den höheren Spielklassen und auf internationaler Ebene mit Naturfederbällen gespielt. Der Kopf ist aus Kork, der Federkranz besteht in der Regel aus 16 Gänse- oder Entenfedern, die in den Kork eingeklebt und miteinander verschnürt sind. Federbälle werden hauptsächlich in Asien handgefertigt und zeichnen sich durch besondere Flugeigenschaften aus.
Durch die spezielle Anordnung der Federn wird der ca. 5 g leichte Naturfederball während des Fluges von der durchströmenden Luft in Rotation um seine Längsachse versetzt, wodurch der Flug stabilisiert wird. Dennoch wird er in besonderem Maße von den Umgebungsbedingungen wie Temperatur, Luftdruck und Luftfeuchtigkeit beeinflusst. So können Flughöhe, Geschwindigkeit und damit Reichweite eines lang geschlagenen Balles in Hallen unterschiedlicher Höhenlage stark variieren. Um solche Einflüsse zu kompensieren, sind Naturfederbälle in unterschiedlichen Geschwindigkeiten erhältlich. Vor einem Spiel testen die Spieler durch das so genannte Durchschlagen die Geschwindigkeit der verwendeten Federbälle, indem die Bälle mit kraftvollen Unterhandschlägen von der hinteren Grundlinie flach über das Netz geschlagen werden. Solche, die innerhalb des Spielfelds in einem Bereich zwischen 53 und 99 cm entfernt von der gegenüberliegenden Grundlinie landen, haben die richtige Geschwindigkeit. Alle anderen werden bei internationalen Spielen meistens direkt aussortiert. In niedrigeren Spielklassen wird hingegen meist versucht, die Ballgeschwindigkeit zu beeinflussen, indem man  - je nach Stärke der Abweichung - bei jeder oder jeder zweiten oder dritten Feder die oberen 3 bis 5 mm der Federspitzen nach außen bzw. innen knickt. Der Ball bietet dadurch mehr bzw. weniger Luftwiderstand und fliegt entsprechend kürzer bzw. weiter. Es muss zu Anfang des Spiels dafür gesorgt werden, dass genügend durchgeschlagene Bälle einer Sorte für die gesamte Dauer des Spiels zur Verfügung stehen. Dadurch soll vermieden werden, dass vor allem konditionsschwache Spieler das Durchschlagen von neuen Bällen mitten in einem Satz als Erholungspause nutzen.
Naturfedern brechen relativ leicht, besonders bei technisch unsauber ausgeführten Schlägen. Bedingt durch den größeren Verschleiß und wegen der etwas höheren Kosten von Naturfederbällen haben sich im Freizeit- und Jugendbereich Imitate aus Kunststoff durchgesetzt. Sie sind günstiger und haltbarer, haben allerdings andere Flugeigenschaften als Naturfederbälle und bieten weniger Möglichkeiten für ein variantenreiches, schnelles Spiel. Fällt ein Naturfederball nach einem Clear (lange, hohe Flugbahn) fast senkrecht, so folgt der Kunststoffball noch weitgehend einer parabelförmigen Flugbahn, wodurch weite Bälle leichter erlaufen werden können.

### Technik

#### Schlägerhaltung

Falscher, sog. Bratpfannengriff und richtige Schlägerhaltung (rechts)

Es existieren verschiedene Möglichkeiten, den Badmintonschläger zu greifen. Typischer Anfängerfehler und aus dem Freizeitbereich bekannt ist der so genannte Bratpfannengriff, der für effizientes Spielen nur in zwei Situationen brauchbar ist. Das Töten am Netz und der Drive vor dem Körper sind mit dem Rush-Griff ausführbar. Alle anderen Schläge sind nur unzureichend zu realisieren.
Bei der optimalen Schlägerhaltung bildet die Schlagfläche quasi eine Verlängerung der geöffneten Handfläche. Um dies zu erreichen, legt man die Handfläche auf die Bespannung und führt die Hand, ohne den Winkel zum Schläger zu verändern, in Richtung Griff. Am untersten Ende kurz vor dem spürbaren Wulst umschließt die Hand den Griff. Die schmale Schlägerseite liegt dabei im durch Zeigefinger und Daumen gebildeten V. Mit dieser Griffhaltung können im Prinzip alle Vorhandschläge ausgeführt werden.
Für Schläge mit der Rückhand wird der Schläger leicht gedreht, so dass der Daumen auf der breiten Seite des Griffes Druck ausüben kann.
Bei fortgeschrittener Spielweise sind weitere Schlägerhaltungen üblich. Der Schläger wird schlagabhängig in verschiedenen Positionen gehalten, wie z. B. der sog. Pinzettengriff für ein Spiel am Netz oder beim Aufschlag oder der Rush-Griff beim Drive vor dem Körper. Ebenso wird die Griffhaltung der Schlaghärte angepasst. Für die weiten, kräftigen Schläge wird eher an der Basis (Langgriff) zugegriffen. Bei kurzem und präzisem Netzspiel wandert die Hand dagegen weiter den Griff nach oben (Kurzgriff). Außerdem ist von wichtiger Bedeutung den Schläger nicht immer fest in der Hand zu halten. Beim Netzspiel ist dies eher sogar hinderlich, da dadurch der Ball nicht kurz über das Netz gespielt werden kann, sondern eher zum Springen neigt. Das bewusste Zupacken hilft, kurz bevor der Ball die Saiten berührt, beispielsweise den Smash noch härter spielen oder beim Clear den Ball noch weiter schlagen zu können. Ebenso schont es die Armkraft des Spielers und beugt Überlastung vor. 

#### Schlagarten

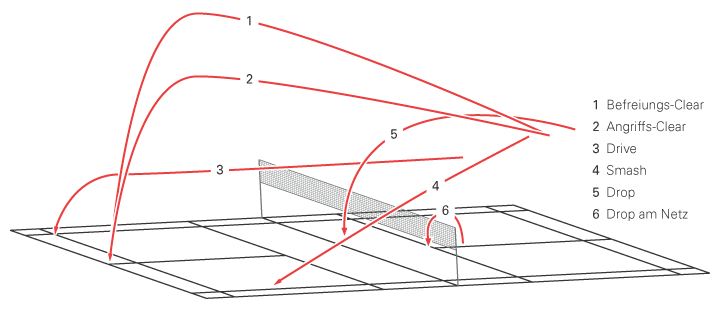
Verschiedene Schlagvarianten

Zum Schlagrepertoire eines guten Badmintonspielers gehört eine Reihe von Grundschlägen, die in zahlreichen Varianten angewendet werden können. Die wichtigsten Schläge sind:
ClearLanger, hoher Ball bis zur Grundlinie als Befreiungsschlag (1); daher der Name (Clear, engl.: klar, frei). Eine Variante ist der so genannte Angriffs-Clear (2), der flacher und schnell gespielt wird, um den Gegner unter Druck zu setzen.
Lift (Unterhand-Clear)Langer, hoher Ball vom Netz bis zur Grundlinie. Wird oft als Antwort auf einen Drop gespielt. Ist oft die letzte Möglichkeit einen drohenden Fehler zu vermeiden, insbesondere nach nah am Netz gespielten Bällen.
DriveSchneller, flacher Ball auf Augenhöhe, knapp über das Netz geschlagen (3).
SmashDer klassische Angriffsschlag. Ein hart geschlagener, geradliniger Schmetterschlag steil nach unten (4). Der Ball kann dabei eine Anfangsgeschwindigkeit von über 300 km/h erreichen.
DropAuch Stoppball genannt. Kurzer Ball knapp hinter das Netz (5). Er ist besonders wirkungsvoll, wenn bei der Schlagbewegung ein Clear oder Smash angetäuscht wird. Unterschieden werden dabei der langsame und der schnelle Drop.
Der langsame Drop wird sehr dicht hinter das Netz geschlagen und soll dem Gegner eine möglichst tiefe Schlagposition aufzwingen und es damit schwer machen, den Ball hoch in die hinteren Regionen des Feldes zurückzubefördern. Daher wird er oft als Auftakt zum Angriffsspiel eingesetzt, da der Gegner im günstigsten Fall gezwungen ist, den Ball steil nach oben zu spielen und sich dadurch die Gelegenheit für einen Smash bietet. Durch den langsamen Flug birgt er allerdings das Risiko, am Netz vom Gegner getötet zu werden. Der schnelle Drop, auch geschnittener Drop, zeichnet sich durch einen schnellen Ballflug aus, um dem Gegner wenig Zeit zu lassen, den Ball zu erreichen. Er sollte jedoch nicht weiter als bis zur vorderen Aufschlaglinie fliegen, da ansonsten der Vorteil dieses Schlages verloren geht.
Stop (Drop am Netz)Auch Netzspiel genannt. Der Ball muss so knapp wie möglich über die Netzkante gehoben werden (6).
Gespielt werden können diese Schläge geradlinig (engl. longline) oder diagonal (cross). Daraus ergeben sich typische Spielzüge, die jeder Spieler auf sich und sein Spiel abstimmt und versucht, in sein Spiel einzubauen.

#### Schlagbereiche

Die Schlagbereiche, in denen ein Ball getroffen werden kann

Bei den einzelnen Schlägen unterscheidet man auch, wo der Ball getroffen wird. Aus der Schlagart und den Schlagbereichen setzt sich die genaue Beschreibung eines Badminton-Schlages zusammen. Beispiele:
| Treffseite    | Treffbereich   | Schlagart | Richtung          | Schnitt     |
| ------------- | -------------- | --------- | ----------------- | ----------- |
| VH (Vorhand)  | ÜK (Überkopf)  | Clear     | die Linie entlang |             |
| RH (Rückhand) | UH (Unterhand) | Drop      | Cross             | Geschnitten |
| VH (Vorhand)  | SH (Seithand)  | Drive     | die Linie entlang |             |

#### Aufschlag
Neben den Grundschlägen aus dem Spiel heraus gibt es zahlreiche Aufschlagvarianten. Grundlegend unterscheidet man jedoch Vorhandaufschläge und Rückhandaufschläge. Bei den Vorhandaufschlägen wird der Schläger seitlich am Körper des Spielers vorbei beschleunigt und der Ball in die Bahn des Schlägers geworfen. Diese Variante eignet sich besonders für den hohen Aufschlag. Im Doppel und in höheren Spielklassen auch im Einzel wird zumeist auf den Rückhandaufschlag zurückgegriffen. Bei diesem wird der Schläger mit dem Griff nach oben vor dem Körper platziert, der Ball davor in Position gebracht und dann unter Einsatz des Armes in einer eher schiebenden Bewegung gespielt. Von großer Bedeutung ist vor allem der sichere und oft wiederholbare Schlag. Der Aufschlag beim Badminton bietet zwar kaum die Möglichkeit, direkt zu punkten wie z. B. beim Tennis, Volleyball oder Faustball, dennoch versucht der Spieler, sich schon beim Aufschlag einen Vorteil zu verschaffen und die Oberhand für den kommenden Ballwechsel zu gewinnen oder andersherum dem Gegner möglich wenig Gelegenheit bieten sich selbst oder den eigenen Partner sofort unter Druck zu setzen. 
Ein regelgerechter Aufschlag gemäß internationaler Regeln muss beim Badminton in den diagonal gegenüberliegenden Teil des Spielfelds erfolgen. Des Weiteren muss der aufschlagende Spieler mit beiden Füßen im Aufschlagfeld stehen, ohne dabei die Linien zu berühren, und der gesamte Ball muss im Moment, in dem der Schläger den Ball trifft, weniger als 1,15 m vom Boden entfernt sein. Bei nationalen Veranstaltungen im Bereich des DBV gilt jedoch eine abgewandelte Variante: Der Ball muss sich – im Moment der Berührung mit dem Schläger – unterhalb der Taille des Aufschlägers befinden. Die Taille ist als imaginäre Linie um den
Körper beschrieben und befindet sich dort, wo die unterste Rippe zu suchen ist. Zudem müssen der Schaft und der Schlägerkopf – im Augenblick des Treffpunktes mit dem Ball –
in eine Abwärtsrichtung zeigen. Berührt der Ball beim Aufschlag das Netz, so ist das im Gegensatz zu vielen anderen Ballsportarten kein Fehler.

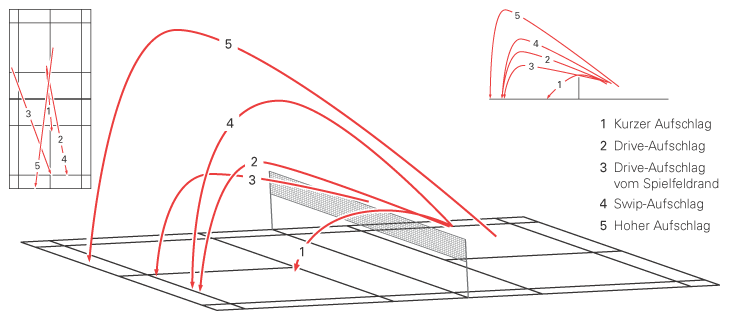
Verschiedene Aufschlagvarianten

Kurzer AufschlagDer kurze Aufschlag (1) ist die Standard-Spieleröffnung beim Doppel und hat sich vorwiegend in höheren Spielklassen auch im Einzel durchgesetzt. Die Flugkurve des Balles sollte ihren höchsten Punkt vor dem Überqueren des Netzes haben und möglichst flach sein, so dass es dem Gegner nicht oder nur schwer möglich ist, mit einem direkten Angriff zu reagieren. Ein getäuschter (z. B. geschnittener) kurzer Aufschlag Richtung Außenlinie kann gerade im Doppel als erfolgreiche Variante eingesetzt werden, wenn der Gegner versucht, die Aufschläge besonders aggressiv zu attackieren.
Drive-AufschlagEin Überraschungsaufschlag, bei dem versucht wird, durch einen schnellen, harten und möglichst flachen Aufschlag z. B. die Rückhandseite des Gegners anzuspielen oder direkt auf den Körper zu treffen (2). Der Schläger wird dabei möglichst hoch genommen, muss aber der Regel genügen, dass der Schlägerschaft abwärts gerichtet ist (Griff oben) und der Ball unterhalb der Taille getroffen wird. Eine Variante ist der Drive-Aufschlag vom Spielfeldrand (3). Der von der Seite kommende Ball ist schwer abzuschätzen, und die Aufschlagannahme ist schwierig, wenn der Ball auf die Rückhandseite gespielt wird.
Swip-AufschlagBei dieser Variante wird ein kurzer Aufschlag angetäuscht, der Schläger aber im letzten Moment aus dem Handgelenk beschleunigt und der Ball überfliegt den Gegner (4). Der Aufschlag muss dabei so ausgeführt werden, dass der Gegner den Ball nicht schon im Vorbeiflug erwischt, sondern nur im Zurücklaufen. Die Flugbahn sollte auch nicht zu hoch sein, um dem Gegner möglichst wenig Zeit zum Erlaufen des Balles zu geben. Misslingt dieser risikoreiche Aufschlag, beendet meist ein Smash den Ballwechsel zu Ungunsten des Aufschlägers.
Hoher AufschlagDer hohe Aufschlag wird in der Regel mit der Vorhand ausgeführt. Er stellt besonders im Einzel eine Alternative zum kurzen Aufschlag dar. Der Ball wird kraftvoll möglichst hoch und bis zur hinteren Grundlinie des Feldes geschlagen (5). Im Idealfall ist der höchste Punkt der Flugkurve kurz vor der Grundlinie. Der Gegner wird so gezwungen, zum Erreichen des Balles bis zum Spielfeldende zu laufen. Der schnelle und steile Fall des Balles erschwert zudem das Abschätzen des optimalen Balltreffpunktes für den Rückschlag. Nachteilig wirkt sich jedoch die direkte Angriffsmöglichkeit des Gegners aus, weshalb diese Aufschlagvariante mit wachsendem Niveau des Gegners und der Spielklasse immer seltener gesehen wird.

#### Lauftechnik
Um aus der Ausgangsposition, der Spielfeldmitte, schnell die Feldecken erreichen zu können, ist eine ausgefeilte Lauftechnik erforderlich. Im Laufe der Zeit entwickelten sich, vor allem in den international erfolgreichen Badminton-Nationen, unterschiedliche Lauftechniken. So bevorzugten etwa die Engländer noch bis vor einigen Jahren lange, weiche, raumgreifende Schritte ohne Sprünge, während die Chinesen Ende der 1980er Jahre dazu übergingen, schnelle, kurze Schritte kombiniert mit einem abschließenden Sprung zum Ball in ihr Spiel zu integrieren. Diese Techniken wurden von den meisten asiatischen Spielern erfolgreich kopiert, da für sie die englischen Schrittfolgen aufgrund ihrer meist geringeren Körpergröße nicht hinreichend effektiv waren.
Gute Lauftechnik zeichnet sich dadurch aus, dass der Spieler möglichst schnell und mit geringem Energieaufwand den Ball erreicht und anschließend zur Spielfeldmitte zurückkehrt. Automatisierte Schrittfolgen sorgen dafür, dass dies kraftsparend, raumgreifend und effektiv geschieht, diese sind jedoch nur durch jahrelanges Training zu erreichen.
Zentrale Elemente der Lauftechnik sind:
StemmschrittBei Situationen, in denen der Spieler viel Zeit zur Verfügung hat (beispielsweise nach hohem Aufschlag im Einzel) wird häufig der Stemmschritt eingesetzt. Bei dieser Technik wird das auf der Schlaghand befindliche Bein zunächst hinter dem Körper aufgestellt. Ein Abdruck von diesem hinteren Bein leitet die Vorwärtsbewegung ein. Die dadurch automatisch entstehende Rotation des Oberkörpers kann für effektive und kraftschonende Vorhandschläge genutzt werden.
AusfallschrittUm einen Ball im vorderen oder seitlichen Spielfeldbereich zu erreichen, stellt der Spieler am Ende seiner Vorwärtsbewegung das sich auf der Schlaghandseite befindliche Bein mit einem großen Ausfallschritt nach vorne, ähnlich wie ein Fechter beim Stoß. Dadurch bremst er abrupt seine Vorwärtsbewegung ab und kann nach dem Schlag sofort wieder in eine Rückwärtsbewegung übergehen.
UmsprungMit dieser Technik wird die Rückwärtsbewegung nach einem Schlag gestoppt. Beim Schlag findet während des Sprungs eine Drehung der Hüften statt, und das Bein, das sich auf der entgegengesetzten Körperseite der Schlaghand befindet, wird nach hinten gestellt, um die Rückwärtsbewegung abzufedern und den Körper wieder nach vorne zu beschleunigen.
ChinasprungDiese Technik wurde in der Volksrepublik China entwickelt und dient dazu, einen Ball im Sprung zu erreichen. Im Gegensatz zum Umsprung wird die Bewegung jedoch mit dem Bein auf der Schlaghandseite gestoppt, was wegen der leichten Verdrehung des Oberkörpers beim Schlag anatomisch gesehen zwar ungünstig, aber in der Praxis dennoch effektiv ist. Sowohl der Absprung als auch die Landung finden hier immer mit beiden Beinen gleichzeitig statt. Ein Chinasprung kann sowohl parallel zum Netz auf die Vorhand- und Rückhandseite als auch diagonal nach hinten erfolgen. Der Schlag, der während des Sprunges ausgeführt wird, ist jedoch immer ein Vorhandschlag.
Sprung-SmashEine weitere chinesische Technik. Der Spieler springt beidbeinig hoch in die Luft und schlägt den Ball mit vollem Körpereinsatz ins gegnerische Feld, ähnlich wie beim Smash im Volleyball. Untersuchungen haben ergeben, dass hierdurch zwar keine höheren Geschwindigkeiten erzeugt werden können, jedoch kann der Spieler einen früheren Treffpunkt und einen besseren Winkel erreichen.
Malayen-SchrittTechnik, die es erlaubt, möglichst ökonomisch die hintere Rückhand-Ecke zu erreichen (bei Rechtshändern die hintere linke Ecke). Ziel ist dabei, die Rückhand zu umlaufen und mit dem wirksameren Links-vom-Kopf-Schlag höhere Variabilität zu erzielen. Der Malayen-Schritt ist gekennzeichnet durch einen raumgreifenden Schritt mit links nach hinten, einen kleinen Sprung mit links, um die Hüfte zu drehen, und ein bis drei Nachstellschritte.

### Zählweise
Im Badminton wird, wie auch im Tennis oder Volleyball, nach Sätzen gespielt. Die seit dem 1. Februar 2006 bei internationalen IBF-Wettkämpfen testweise eingeführte sogenannte Rallypoint-Zählweise (auch Running Score genannt) ist seit der letzten Generalversammlung der IBF am 6. Mai 2006 in Tokio für alle IBF-Mitgliedsverbände gültig. Im Bereich des Deutschen Badminton-Verbandes (DBV) gilt die neue Zählweise seit dem 1. August 2006, also seit der Saison 2006/2007.
Durch die bis zu diesem Zeitpunkt geltende Regel, dass Punkte nur bei eigenem Aufschlagrecht erzielt werden konnten, variierte die Spieldauer sehr stark, wodurch die Einhaltung eines Spielplanes z. B. bei Turnieren nur schwer zu erreichen war. Bei einem Feldtest während der Dutch International 2006 zeigte sich, dass kurze Spiele im Durchschnitt zwar etwas länger dauern als bei der alten Zählweise, die durchschnittliche Spielzeit sich bei der Rallypoint-Zählweise über ein ganzes Turnier jedoch um ca. 10 Minuten pro Spiel verringert. Insgesamt vereinfacht sich die Planung und Organisation von Turnieren durch die einheitlichere Spieldauer.
Ein weiterer Grund für die Einführung der neuen Zählweise war, dass das Verschleppen eines Spielstandes für konditionsschwache Spieler nun nicht mehr möglich ist. Dadurch soll dem Leistungsgedanken vermehrt Rechnung getragen werden. Nicht zuletzt führt auch dies zu einer verkürzten Spielzeit.

#### Rallypoint-Zählweise
Jede Partei kann unabhängig vom Aufschlag punkten. Es werden zwei Gewinnsätze bis 21 Punkte je Satz gespielt. Pausenregelung: „Erreicht in einem Satz die führende Partei 11 Punkte, so gibt es eine Pause von maximal einer Minute. Zwischen zwei Sätzen (erstem zu zweiten, bzw. zweitem zu dritten) gibt es eine Pause von jeweils maximal zwei Minuten.“ Eine Partei hat einen Satz gewonnen, wenn sie als erste 21 Punkte erreicht und dabei mindestens 2 Punkte mehr als die gegnerische Partei hat. Bei 20:20 wird das Spiel solange verlängert, bis eine Partei mit 2 Punkten führt oder 30 Punkte erzielt hat. Ein Satzergebnis von 30:29 ist demnach möglich.
Für jeden gewonnenen Ballwechsel wird ein Punkt vergeben. Zusätzlich erhält die Partei, die den vorangegangenen Ballwechsel für sich entschieden hat, das Aufschlagsrecht.
Zu Beginn des Spiels wird ausgelost, wer Seitenwahl bzw. den ersten Aufschlag erhält. Eine gängige Methode der Auslosung ist, einen Badmintonball hochzuwerfen oder ihn umgekehrt auf die Netzkante zu legen und fallen zu lassen. Diejenige Partei, zu welcher der Korkfuß des Balles zeigt, darf wählen,
- ob sie den ersten Aufschlag machen möchte,
- ob sie den ersten Rückschlag machen möchte oder
- auf welcher Feldhälfte sie beginnen möchte (Seitenwahl).

Die andere Partei entscheidet sich für eine der verbleibenden Möglichkeiten. Die Auslosung kann statt mit einem Federball auch mit einem anderen Los stattfinden.
Nach jedem Satz werden die Seiten gewechselt. Die Partei, die den vorherigen Satz gewonnen hat, hat im folgenden Satz das Aufschlagrecht. Kommt es zu einem dritten Satz, wird erneut die Seite gewechselt, sobald eine der beiden Parteien 11 Punkte erreicht hat. Bei der Seitenwahl ist es aus taktischen Gründen sinnvoll, zunächst auf der Seite mit der „schlechteren“ Sicht zu spielen, weil man dann in der Schlussphase eines möglichen dritten Satzes auf der wieder „besseren“ Seite spielen darf.
Die in anderen Rückschlagspielen weitgehend unbekannte Regelung, sich zwischen erstem Aufschlag und erstem Rückschlag entscheiden zu dürfen, hatte hauptsächlich nach der früheren Zählweise in den Doppeldisziplinen ihren Sinn, als man Punkte nur bei Besitz des Aufschlagrechts erzielen konnte.
Eine weitere Neuerung ist die Erweiterung der Coaching-Regel. Ein am Feld sitzender Coach darf nun auch zwischen den Ballwechseln seinem Spieler durch Zuruf Ratschläge erteilen. Dies darf jedoch nicht den Gegner stören und darf auch nicht während eines laufenden Ballwechsels passieren.

#### Besonderheiten der Zählweise in der Bundesliga
In den Bundesligen gilt ebenso wie sonst die Rallypoint-Zählweise, jedoch werden verkürzte Sätze gespielt. Statt zwei Gewinnsätzen bis 21 werden hier drei Gewinnsätze bis 11 gespielt. Bei einem Stand von 10:10 wird so lange verlängert, bis eine Partei mit zwei Punkten führt oder ein Endstand von 14:15 erreicht wurde. Kommt es also dazu, dass es 14:14 steht, entscheidet der kommende Ballwechsel darüber, welche Partei den Satz gewinnt.

#### Frühere Zählweise
Bis zum 31. Juli 2006 konnte ein Punkt nur von der Partei erzielt werden, die auch den Aufschlag ausführt. Machte die aufschlagende Partei einen Fehler, verlor sie ein Aufschlagsrecht. Beim Doppel hatte jede Partei zwei Aufschlagsrechte: eins pro Spieler, beginnend bei dem Spieler, der zu diesem Zeitpunkt rechts stand. Ausnahme: Bei einem Fehler nach dem allerersten Aufschlag eines Satzes wechselte das Aufschlagsrecht direkt zur gegnerischen Partei.
Ein Satz galt in der Regel als gewonnen, wenn eine Partei 15 Punkte erlangt hatte (Ausnahme: im Dameneinzel auf 11). Ein Spiel war gewonnen, wenn eine Partei zwei Sätze für sich entschied. Nach jedem Satz erfolgte Seitenwechsel. Bei einem Entscheidungssatz (3. Satz) wurde die Seite gewechselt, wenn eine Partei 8 (im Dameneinzel 6) Punkte erreicht hatte.
Sonderregel „Verlängerung“: Bei einem Spielstand von 14:14 konnte die Partei auf 17 (im Dameneinzel von 10:10 auf 13) verlängern, die den Spielstand von 14 (bzw. 10 im Dameneinzel) Punkten zuerst erreicht hatte. Wurde auf dieses Recht verzichtet, dann endete das Spiel bei 15 Punkten (11 Punkten).
Eine noch ältere Regel, zusätzlich bereits beim Spielstand von 13:13 auf 18 zu verlängern, wurde zum 1. August 1998 gestrichen. Durch diese alte Regel erklären sich Satzergebnisse früherer Spiele von z. B. 18:17. Ebenso konnte vor diesem Zeitpunkt im Dameneinzel beim Stande von 9:9 oder 10:10 auf 12 verlängert werden.

### Schiedsrichter
Ein Badmintonspiel wird in den höheren Spielklassen und im internationalen Wettkampf von einem Schiedsrichterteam („Technische Offizielle“) geleitet.
Der Schiedsrichter sitzt, ähnlich wie beim Tennis, auf einem Hochstuhl und ist für den Ablauf des Spiels, für das Spielfeld und für direkt zum Spielfeld gehörende Dinge verantwortlich. Er wird von einem Aufschlagrichter unterstützt, der speziell den aufschlagenden Spieler beobachtet und eventuelle Regelverstöße durch den Ruf Fehler und entsprechende Handzeichen meldet. Darüber hinaus sind für jede Spielfeldhälfte bis zu fünf Linienrichter eingeteilt, die Seiten-, Mittel- und Grundlinien beobachten und Aus-Bälle ebenfalls durch Ruf- und Handzeichen melden. In unteren Spielklassen oder bei Turnieren kann von dieser aufwändigen Regel abgewichen werden. Dann leitet entweder ein einzelner Schiedsrichter eine Partie, oder die Spieler entscheiden selbst über Regelverstöße, Gut- oder Aus-Bälle. Da jeder vom anderen dieselbe Fairness erwartet, die er selbst zu geben bereit ist, ist diese Regelung durchaus praktikabel und bewährt. Selbst in der Badminton-Bundesliga wird typischerweise nur mit einem Schiedsrichter und ggf. einigen Linienrichtern für kritische Linien gearbeitet.

## Spielbetrieb

### Disziplinen
Badminton wird wettkampfmäßig in fünf verschiedenen Disziplinen ausgetragen:
- Dameneinzel
- Herreneinzel
- Damendoppel
- Herrendoppel
- Gemischtes Doppel (Mixed)

#### Damen- und Herreneinzel

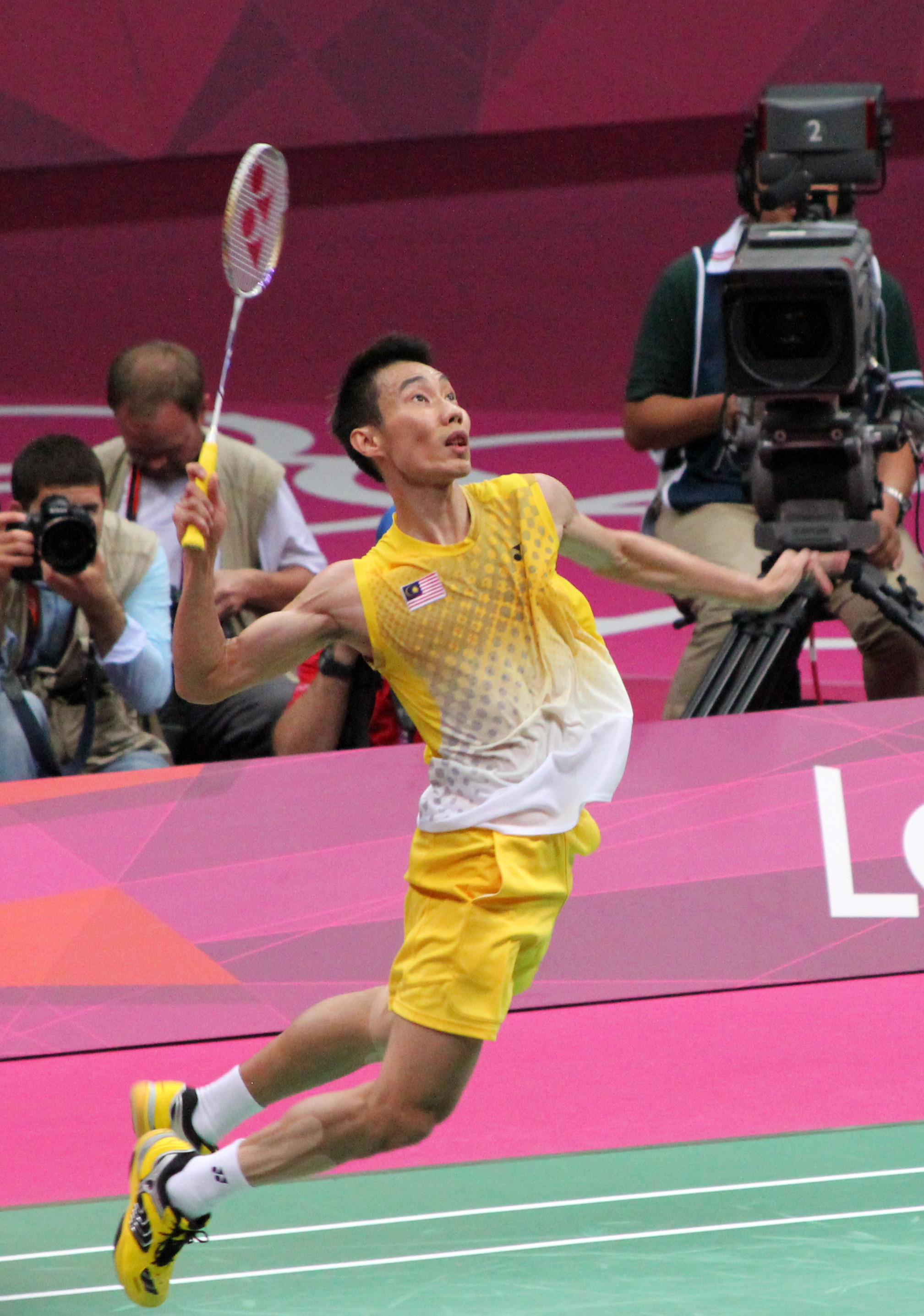
Der malaysische Badmintonspieler Lee Chong Wei im Einzel-Finale der Olympischen Spiele 2012

In der Einzeldisziplin stehen sich zwei Spieler gleichen Geschlechts gegenüber. Beim Aufschlag muss der Aufschläger in seinem Aufschlag-Halbfeld stehen, der Rückschläger im Feld diagonal dazu. Der Federball muss beim Aufschlag in das diagonal gegenüberliegende Aufschlagfeld gespielt werden. Während des laufenden Ballwechsels dürfen sich beide Spieler beliebig in ihrer Feldhälfte aufhalten.
Bei geradem Punktestand des Aufschlägers (0, 2, 4, …) erfolgt der Aufschlag aus der rechten Feldhälfte seiner Sicht, bei ungeradem Punktestand (1, 3, 5, …) von links. Beide Spieler können, unabhängig vom Aufschlagrecht, Punkte erzielen. Jeder Fehler führt also automatisch zu einem Punktgewinn für den Gegner. War der Gegner im vorangegangenen Ballwechsel der Rückschläger, erhält er zusätzlich das Aufschlagrecht.
Aus taktischen Gründen versucht man, den Gegner durch Anspielen in die Eckpunkte des Spielfeldes in Schwierigkeiten zu bringen. Um alle Feldecken gleich schnell erreichen zu können, versucht deshalb jeder Spieler, nach jedem gespielten Ball so schnell wie möglich in die beste Ausgangsposition für den nächsten gegnerischen Ball zu gelangen. Diese befindet sich oft, aber nicht unbedingt ca. eine Schrittlänge hinter dem T-Punkt. Von hier aus sind alle Feldbereiche mit wenigen kurzen, schnellen Schritten erreichbar. 
Taktisch sinnvoll ist es oft, den Gegner mehrmals in dieselbe hintere Ecke zu drängen oder nach kurzen Bällen am Netz abzuwarten, um einen eventuell auch kurz zurückgespielten Ball des Gegners am Netz direkt töten zu können. Welche Taktik sinnvoll ist, hängt insbesondere von der Fitness, der spielerischen Fähigkeiten und der Spielerfahrung des Gegners, sowie von seinen individuellen Stärken und Schwächen, ab. 

#### Damen- und Herrendoppel
In der Doppeldisziplin stehen sich zwei Spielerpaare gleichen Geschlechts gegenüber. Beim Aufschlag befinden sich Aufschläger und Rückschläger im jeweiligen Aufschlag-Halbfeld, der Aufschlag muss diagonal gespielt werden. Die beiden nicht am Aufschlag beteiligten Spieler dürfen sich beliebig auf dem Spielfeld positionieren. Häufig steht der Partner des Aufschläger direkt hinter ihm, während der Partner des Rückschlägers sich leicht diagonal hinter ihm positioniert. 
Nach der alten Zählweise erfolgte der erste Aufschlag eines Satzes und jeder erste Aufschlag nach dem Wechsel des Aufschlagsrechts aus dem rechten Aufschlagfeld. Bei der neuen Rallypoint-Zählweise hingegen wechselt die Reihenfolge der Aufschläger nach jedem Fehler wie folgt:
- Erster Aufschläger (0:0, Beginn im rechten Aufschlagfeld)
- Partner des ersten Rückschlägers
- Partner des ersten Aufschlägers
- Erster Rückschläger
- Erster Aufschläger usw.

Es gibt, entgegen der alten Zählweise, keinen zweiten Aufschlag mehr. Auch die Regel, den Aufschlag beim Wechsel des Aufschlagrechts immer von rechts auszuführen, existiert nicht mehr.
Die Positionen der Spieler eines Doppels bleiben bei Aufschlag oder Rückschlag so lange bestehen, bis sie bei eigenem Aufschlag einen Punktgewinn erzielen. Erst dann wechseln sie zum nächsten Aufschlag das Halbfeld. Bei Punktgewinn mit gleichzeitigem Aufschlagwechsel wird die Position nicht gewechselt. Die Spieler merken sich also ihre letzte Position, nicht mehr (wie früher) die Aufstellung zu Satzbeginn.
Aus der Aufschlagreihenfolge in Verbindung mit der neuen Zählweise im Doppel folgt, dass das Aufschlagfeld bei einem Aufschlagwechsel stets von der eigenen Punktezahl bestimmt wird (wie im Einzel):
- Aufschlagwechsel bei eigenem geraden Punktestand (0, 2, 4, …): Aufschlag durch den Spieler, der rechts steht
- Aufschlagwechsel bei eigenem ungeraden Punktestand (1, 3, …): Aufschlag von links

„0“ gilt dabei als gerade Zahl, und somit wird auch bei der neuen Zählweise der erste Aufschlag jedes Satzes von rechts ausgeführt.
Punkte können bei jedem Ballwechsel erzielt werden. Jedes Doppel hat solange Aufschlagrecht, bis es einen Fehler macht. Dann erhält die gegnerische Partei einen Punkt, zusätzlich wechselt entsprechend der Aufschlagreihenfolge das Aufschlagrecht zum gegnerischen Doppel.
Bei einem Satzwechsel schlägt das Doppel auf, das den letzten Satz gewonnen hat.
Die Aufstellung beider Spieler einer Doppel-Paarung während des laufenden Ballwechsels ist beliebig und wird von der aktuellen Spielsituation und den technischen Fähigkeiten der Spieler abhängig gemacht. Idealerweise stellen sich beide zur Abwehr nebeneinander und decken die jeweils eigene Seite des Spielfelds ab. Beim eigenen Angriff dagegen steht man hintereinander, der hintere attackiert mit harten, steil nach unten geschlagenen Angriffsbällen (Smash) oder mit gefühlvoll kurz hinter das Netz geschlagenen Stoppbällen (Drop), während sein Partner vorne am Netz agiert und versucht, schlecht abgewehrte gegnerische Bälle zu erreichen und zu verwerten. Diese ständig wechselnde Aufstellung innerhalb eines Ballwechsels erfordert jahrelange Übung, ein gutes Auge für die Spielsituation und Verständnis im Zusammenspiel mit dem Partner.
Bei Doppeln in höheren Spielklassen, wo die technischen und taktischen Fähigkeiten der Spieler oft ausgeglichen sind, wird versucht den Gegner nach dem Aufschlag mittels kurzen Bällen oder Driveschlägen zum Liften zu zwingen (engl. "fight for the lift"), woraus sich die Möglichkeit ergibt mittels Smash und Drop anzugreifen. Dies wird vom gegnerischen Doppel versucht, so wirkungsvoll es geht zu unterbinden bzw. zu kontern, um ihrerseits in die Möglichkeit des Angriffes zu gelangen. 
Beispielhafter Ablauf eines Doppels

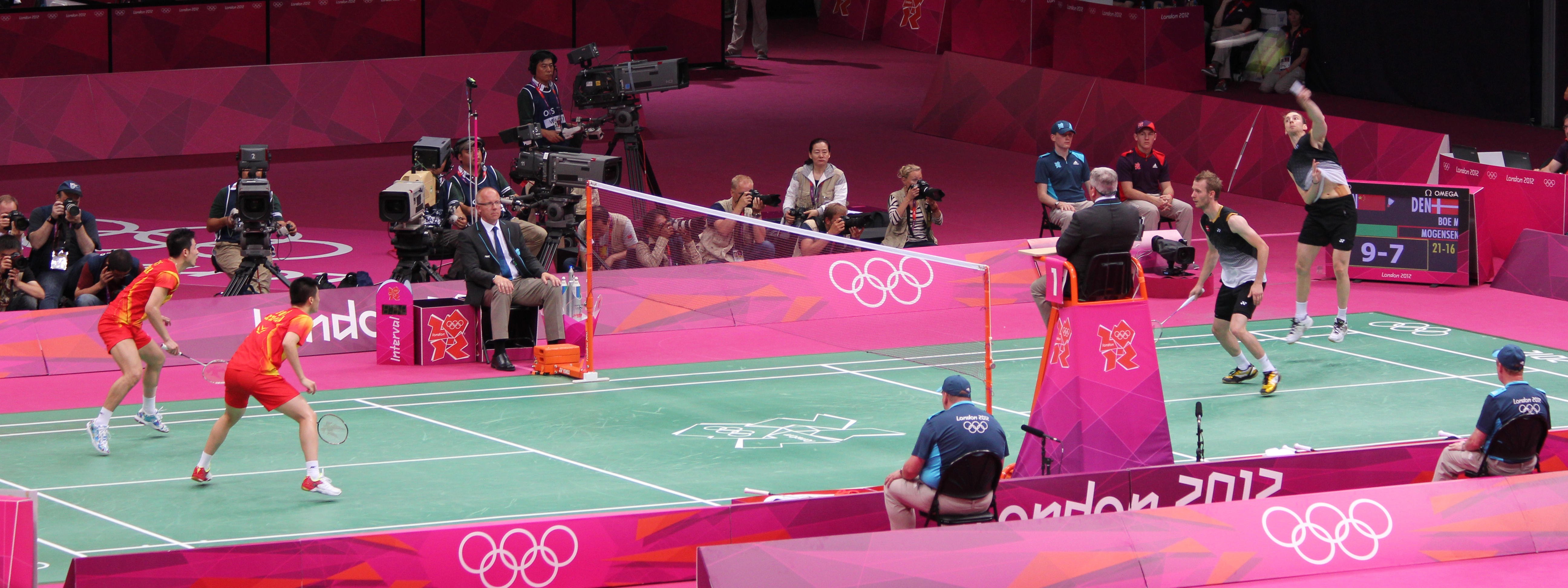
Herrendoppel zwischen Cai/Fu und Boe/Mogensen im Finale der Olympischen Spiele 2012

Doppel A: Erster Aufschläger A1 und Partner des ersten Aufschlägers A2.

Doppel B: Erster Rückschläger B1 und Partner des ersten Rückschlägers B2.
- 0:0 Aufschlag A1 (erster Aufschläger) von rechts.

Punktgewinn aufschlagendes Doppel A.
Das aufschlagende Doppel A wechselt die Positionen, Doppel B nicht.
- 1:0 Aufschlag A1 (erster Aufschläger) von links.

Fehler durch aufschlagendes Doppel A.
Aufschlagwechsel, alle Positionen werden beibehalten.
- 1:1 Aufschlag B2 (Partner des ersten Rückschlägers) von links.

Fehler durch aufschlagendes Doppel B.
Aufschlagwechsel, alle Positionen werden beibehalten.
- 2:1 Aufschlag A2 (Partner des ersten Aufschlägers) von rechts.

Punktgewinn aufschlagendes Doppel A.
Aufschlagendes Doppel A wechselt die Positionen, Doppel B nicht.
- 3:1 Aufschlag A2 (Partner des ersten Aufschlägers) von links.

Fehler durch aufschlagendes Doppel A.
Aufschlagwechsel, alle Positionen werden beibehalten.
- 3:2 Aufschlag B1 (erster Rückschläger) von rechts.

usw.
Im Beispiel erreichte Doppel B zwei Punkte, hat die Positionen aber nicht getauscht, da die Punkte nicht bei eigenem Aufschlag erzielt wurden. Doppel A erzielte hingegen zwei seiner drei Punkte bei eigenem Aufschlagrecht und tauschte deshalb jedes Mal die Positionen. Man kann hier auch gut erkennen, wie aus dem eigenen Punktestand auf das Aufschlagfeld geschlossen werden kann.

#### Gemischtes Doppel

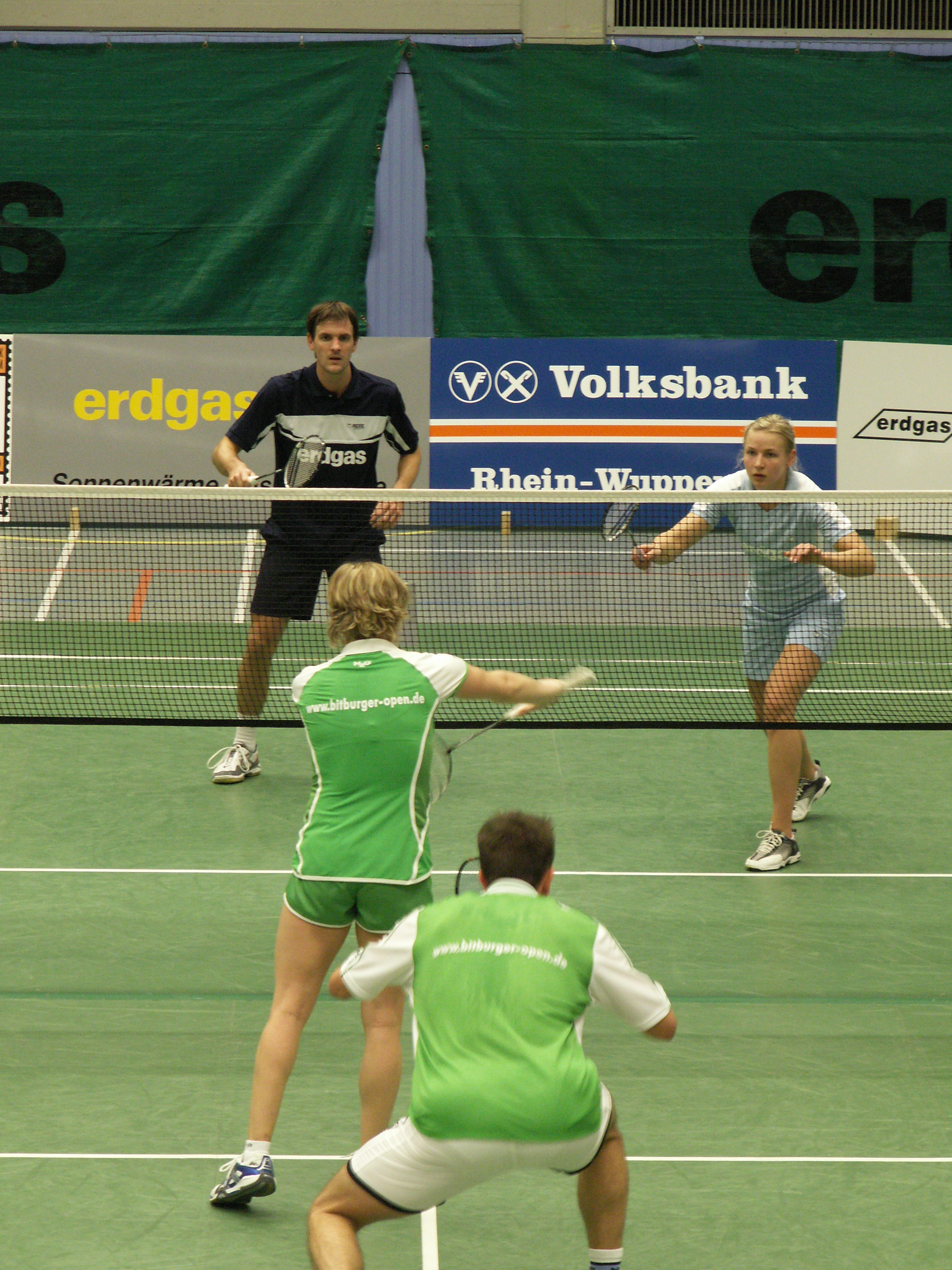
Gemischtes Doppel beim Bundesliga-Spiel zwischen Langenfeld und Bischmisheim

Beim gemischten Doppel oder Mixed (engl.: gemischt) bilden ein weiblicher und ein männlicher Spieler zusammen eine Doppel-Paarung. Die Regeln sind identisch mit denen des Damen- bzw. Herrendoppels.
Aufstellung und taktisches Verhalten im gemischten Doppel weichen üblicherweise von dem der beiden anderen Doppel-Disziplinen ab, da man versucht, geschlechterspezifische Fähigkeiten ins eigene Spiel zu integrieren. So bewegt sich der Mann in der Regel hauptsächlich im hinteren Feldbereich, von wo aus er seine Reichweiten- und Kraftvorteile zu druckvollem Angriffsspiel nutzen kann. Die Frau dagegen übernimmt das präzise Spiel in der vorderen Feldhälfte, insbesondere am Netz.
Um bereits zu Beginn des Ballwechsels zu dieser Aufstellung zu gelangen, steht der Mann meist schon beim Aufschlag hinter der Frau, häufig ähnlich zu der Position im Einzel. 

### Mannschaftsaufstellung
Ein Mannschaftsspiel umfasst in den Seniorenklassen in der Regel folgende acht Einzelspiele:
| 1. Herrendoppel           | 1. Herrendoppel | 1. Herrendoppel | 2. Herrendoppel | 2. Herrendoppel | 2. Herrendoppel |
| Damendoppel               |                 |                 |                 |                 |                 |
| 1. Herreneinzel           | 1. Herreneinzel | 2. Herreneinzel | 2. Herreneinzel | 3. Herreneinzel | 3. Herreneinzel |
| Dameneinzel               |                 |                 |                 |                 |                 |
| Mixed (gemischtes Doppel) |                 |                 |                 |                 |                 |

Vor Beginn der Saison gibt der Verein eine Mannschaftsmeldung mit Ranglisten für die Herren und die Damen an den Verband ab. Die Aufstellung der Paarungen für Herreneinzel und -doppel richtet sich nach dieser Rangliste. Dabei ist bei der Doppelpaarung die Summe der Ranglistenplätze der beteiligten Spieler ausschlaggebend (eigentlich werden vier gültige Badmintonpaarungen gemeldet, die dieser Regel unterliegen. Diese müssen vom regionalen Badminton-Verband genehmigt werden. Hier sind in Einzelfällen sogar Ausnahmen von der Summenregel möglich). Alle weiteren Spiele haben sich nicht nach der Rangliste zu richten, da sie nur einmal pro Begegnung ausgetragen werden.
Eine komplette Mannschaft besteht aus mindestens vier Herren und zwei Damen. Jeder Spieler darf maximal zwei Spiele pro Begegnung bestreiten. Nach Ausfüllen des Spielberichtsbogens vor der Begegnung ist die Aufstellung unveränderbar. Vorgesehene Auswechselspieler müssen auf dem Bogen eingetragen sein und können nicht während der Begegnung nachgemeldet werden. Muss ein Spiel z. B. wegen Verletzung abgebrochen werden, gilt es als verloren. Allerdings kann eine Mannschaft mit bis zu acht Herren und vier Damen antreten, so dass alle Spieler nur ein Spiel bestreiten. Es ist aus taktischen Gründen gängige Praxis, mehr Spieler einzusetzen als nötig, um auf diese Weise spielstärkere Spieler gezielter einsetzen zu können. Abhängig von den Regeln der einzelnen Landesverbände ist es auch möglich, in den unteren Spielklassen Mannschaftsspiele mit weniger Spielern zu bestreiten (meist max. fünf Herren und drei Damen).

### Saison
Innerhalb der Saison treten alle Mannschaften einer Liga/Klasse in jeweils einem Hin- und Rückspiel gegeneinander an und spielen auf diese Weise Auf- und Absteiger aus. In der höchsten Liga, der 1. Bundesliga (Deutschland, Österreich) bzw. NLA (Schweiz) wird die Meisterschaft ausgespielt.

### Ranglistenturniere
Unabhängig von der Saison werden Ranglistenturniere in allen fünf Disziplinen ausgetragen. Für die nationalen Ranglisten unterschiedlicher Spielstärken qualifiziert man sich durch die Teilnahme in einer Liga höherer Spielstärke oder durch den Erwerb einer entsprechenden Anzahl an Ranglistenpunkten durch erfolgreiche Teilnahme an den Ranglistenturnieren geringerer Spielstärke.
In der Badminton-Weltrangliste werden alle Badmintonspieler gelistet, die in den zurückliegenden 12 Monaten an mindestens zwei der von der Badminton World Federation dafür anerkannten, internationalen Turnieren teilgenommen haben. Die für das Ranking ausschlaggebende Punktzahl ergibt sich aus der Platzierung bei diesen Turnieren.
Hohe Platzierungen in der Weltrangliste berechtigen zur Teilnahme an den Olympischen Spielen und den Weltmeisterschaften der einzelnen Disziplinen.

### Spielklassen
Die Bezeichnung und Anzahl der Spielklassen, in denen im Badminton Mannschaftswettkämpfe ausgetragen werden, ist abhängig von den Ländern bzw. Landesverbänden. In Deutschland und Österreich heißen die höchsten Spielklassen 1. Bundesliga, in der Schweiz NLA, in den Niederlanden Eredivisie, in Indonesien Indonesian League.

## Sonstiges

### Fachjargon
Innerhalb der Badmintonszene haben sich zwecks einfacher Verständigung unter Spielern und Trainern zahlreiche Begriffe entwickelt, um badmintonspezifische Sachverhalte zu bezeichnen:
BratpfannengriffAnfänger-Schlägerhaltung, bei der Rückhandschläge fast unmöglich sind, da der Schlägerkopf in einem 90-Grad-Winkel zum Arm steht, statt im üblichen 0-Grad-Winkel. Wird in Ausnahmefällen beim Töten oder Wischen benutzt.
ChinasprungSchlag im seitlichen Sprung und Landung nicht im Umsprung, sondern Bein auf Schlaghandseite fängt den Sprung ab.
HebenSpiel am Netz: leichtes Anheben des Balles, so dass er, ohne zu trudeln, so knapp wie möglich über die Netzkante fliegt.
IGEAIsoliert gespannte erregte Aktionsbereitschaft: Grundhaltung eines Spielers, in der er den gegnerischen Ball erwarten soll.
PinzettengriffSchläger wird mit den Fingerspitzen gehalten. Bevorzugte Schlägerhaltung beim Spiel am Netz, besonders beim Stechen.
StechenDer Ball wird beim Spiel am Netz mit einer ruckartigen Vorwärtsbewegung ins Trudeln gebracht und dabei so knapp wie möglich über das Netz befördert. Durch das Trudeln ist er für den Gegner nur schwer zu kontrollieren.
T (T-Punkt)Sinnbild für die vordere Aufschlaglinie in Verbindung mit der Mittellinie. Der T-Punkt ist der Kreuzungspunkt beider Linien. Ca. eine Schrittlänge dahinter befindet sich die Grundposition (ideale Ausgangsposition zur Erwartung des gegnerischen Balles).
TötenBeenden des Ballwechsels durch schnelle, peitschenartige Bewegung des Schlägers vorne am Netz, der Ball wird steil nach unten geschlagen.
WischenEine Variante des Tötens, bei der man, um das Netz nicht zu berühren, den Ball mit einer schnellen scheibenwischerähnlichen Bewegung trifft.

### Wissenswertes
Badminton kann als eine der Sportarten angesehen werden, die höchste Ansprüche an den Spieler stellt. Um auch auf hohem Niveau siegreich sein zu können, werden ihm nicht nur körperliche Fähigkeiten unterschiedlichster Prägung abverlangt, sondern auch besondere geistige und charakterliche Voraussetzungen. Das in der Badminton-Szene viel zitierte, oft vereinfacht oder unvollständig wiedergegebene Zitat von Martin Knupp, einem Autor vieler Badminton-Lehrbücher, soll dies verdeutlichen:

„Ein Badmintonspieler sollte verfügen über die Ausdauer eines Marathonläufers, die Schnelligkeit eines Sprinters, die Sprungkraft eines Hochspringers, die Armkraft eines Speerwerfers, die Schlagstärke eines Schmiedes, die Gewandtheit einer Artistin, die Reaktionsfähigkeit eines Fechters, die Konzentrationsfähigkeit eines Schachspielers, die Menschenkenntnis eines Staubsaugervertreters, die psychische Härte eines Arktisforschers, die Nervenstärke eines Sprengmeisters, die Rücksichtslosigkeit eines Kolonialherren, die Besessenheit eines Bergsteigers sowie über die Intuition und Phantasie eines Künstlers.
Weil diese Eigenschaften so selten in einer Person versammelt sind, gibt es so wenig gute Badmintonspieler.“

Diese metaphorisch formulierten Ansprüche werden, zumindest was die körperliche Fitness betrifft, durch einen wissenschaftlich nicht bestätigten Vergleich dänischer Sportjournalisten untermauert. Verglichen wurde das Badminton-WM-Finale von 1985 in Calgary zwischen Han Jian (Volksrepublik China) und Morten Frost (Dänemark) mit dem Tennis-Endspiel von Wimbledon im gleichen Jahr zwischen Boris Becker und Kevin Curren. Die Analyse beider Spiele liefert interessante Hinweise auf die Belastung bei beiden Sportarten:
|                                 | Tennis: Becker – Curren | Badminton: Han – Frost |
| ------------------------------- | ----------------------- | ---------------------- |
| Ergebnis                        | 6:3, 6:7, 7:6, 6:4      | 14:18, 15:10, 15:8     |
| Gesamtdauer                     | 3 h 18 min              | 1 h 16 min             |
| Reine Spielzeit                 | 18 min (= 9 %)          | 37 min (= 48 %)        |
| Ballwechsel                     | 299                     | 146                    |
| Ballberührungen (Schläge)       | 1004                    | 1972                   |
| Ballberührungen pro Ballwechsel | 3,4                     | 13,5                   |
| Gelaufene Strecke               | ca. 3,2 km              | ca. 6,4 km             |

Bemerkenswert ist hierbei die Tatsache, dass die Badmintonspieler in weniger als der halben Spieldauer etwa doppelt so viel liefen und etwa doppelt so viele Ballberührungen hatten. Dies ist allerdings vor dem Hintergrund der Tatsache zu sehen, dass Rasentennisspiele wie das hier zum Vergleich herangezogene Wimbledon-Finale in dieser Beziehung für die Sportart Tennis eher untypisch sind. Besonders bei aufschlagstarken Serve-and-Volley-Spielern wie Becker und Curren sind auf diesem Belag die Ballwechsel und damit die Laufwege extrem kurz, und die körperliche Belastung ist entsprechend niedrig.
Badminton ist die schnellste Ballsportart gemessen an der Geschwindigkeit, die der Ball nach dem Abschlag erreichen kann. Im August 2013 stellte Tan Boon Heong aus Malaysia einen neuen Weltrekord mit 493 km/h auf. Dieser Rekord ist von Guinness World Records zertifiziert. In keiner anderen Sportart erreichen Bälle eine derart hohe Geschwindigkeit.

### Varianten
In den letzten Jahren haben sich, zum Teil aus kommerziellem Interesse, einige Varianten des Badmintonsports gebildet:
BeachmintonBeachminton (engl. „beach“: Strand) wurde 1997 erfunden und wird im Sand ausgetragen. Damit das Spiel auch außen, vornehmlich am Strand, ausgetragen werden kann, ist der Spielball im Vergleich zum Badmintonball deutlich weniger windanfällig.
Speed BadmintonSpeed Badminton wurde 2001 vom Berliner Bill Brandes erfunden. Ziel war es, eine Sportart mit Badminton-Elementen zu entwickeln, die im Freien gespielt werden kann. Gespielt wird mit einem Schläger ähnlich dem Squash-Schläger, einem wenig windanfälligen Ball (dem so genannten Speeder) und ohne Netz. Seit dem 1. Januar 2016 heißt die Sportart offiziell Crossminton, um Verwechslungen mit der Speedminton GmbH zu vermeiden.
Die beiden Feldhälften liegen 12,8 Meter auseinander; durch andere Flugeigenschaften und anderes Equipment vermischen sich bei Speed Badminton neben Elementen des Badmintons auch Aspekte des Squash und Tennis. Die Speed-Badminton-Bälle sind kleiner, aber dafür massiver als normale Badmintonbälle. Wettkampf-Bälle (sogenannte Match Speeder) können bis zu 290 km/h erreichen. Nächtliches Speed Badminton bzw. in dunkler Umgebung heißt Blackminton. Es gibt eine Blackminton-Variante, bei der die Spieler Leuchtbänder tragen. Eine aufwändigere Variante von Blackminton funktioniert mit UV-Licht-Lampen, bei der das Spielgerät, Feld und Spieler durch die Benutzung von fluoreszierenden Materialien und Farben kenntlich gemacht werden. Bei beiden Blackminton-Varianten werden die dafür verwendeten, speziellen Bälle (Night Speeder) mit so genannten Speedlights, ähnlich Knicklichtern beim Angeln, die in die Ballkappe gedrückt werden, zum Leuchten gebracht.
ParabadmintonParabadminton ist eine Variante von Badminton für Menschen mit Körperbehinderung. Je nach Art der Behinderung erfolgt eine Einteilung in Wettkampfklassen, beispielsweise für Menschen mit Rollstuhl oder mit Prothesen. Grundlage des Spiels ist das übliche Badminton-Regelwerk, je nach Spielklasse werden Änderungen wie Herabsetzen der Netzhöhe oder Verkleinern des Felds vorgenommen. Parabadminton ist seit 2011 in die Badminton World Federation integriert und wird 2020 erstmals Teil der Paralympischen Spiele sein.

### Verbände
- Badminton World Federation – Seite des Welt-Badminton-Verbandes
- Badminton Europe – Seite des europäischen Dachverbandes
- badminton.de – Seite des Deutschen Badminton-Verbands e. V.
- badminton.at – Seite des Österreichischen Badminton-Verbandes
- swiss-badminton.ch – Seite des Schweizerischen Badminton-Verbandes

### Regelwerke und Trainingstipps
- Spielregeln des DBV
- Kurzübersicht Rallypoint-Zählweise (PDF; 200 kB)
- Badminton-Übungen – Übungen zum Badmintontraining